# Jacobus en Corneel
Jacobus en Corneel was een Vlaamse jeugdserie uit de jaren 80. Het werd in eerste instantie uitgezonden in 4 seizoenen van respectievelijk 11, 7, 8 en 5 afleveringen tussen 8 januari 1982 en 12 juni 1984 op de televisiezender BRT1. In totaal waren er dus 31 afleveringen. De reeks, vergelijkbaar met Laurel & Hardy en Peppi en Kokki, werd door de Dienst Jeugd BRT geproduceerd. De acteurs spraken niet, maar het verhaal werd door een verteller (Nolle Versyp) verteld. De buitenopnames van Jacobus en Corneel werden in het Pajottenland opgenomen, terwijl binnenopnames in een studio in Bonheiden gebeurden. De avonturen van Jacobus en Corneel zijn ook in stripvorm verschenen.

## Inhoud
Elke aflevering bestond uit een kort verhaal met de belevenissen van Jacobus en Corneel, twee klusjesmannen, manusjes-van-alles. Jacobus was de lange, Corneel de korte. Ze verschenen meestal identiek gekleed: in een blauwe salopette en bleek hemd, en reden rond op een gele tandem met een aanhangwagentje eraan, waar ze gereedschap in konden vervoeren. Voor ze 's morgens op hun tandem sprongen op hun werken deden ze een traditionele groet. Jacobus was het serieuzere personage. In hun woonkamer van hun kleine witte huis stond een kast met een gordijntje, in het deel van Jacobus lag altijd lekkers. Corneel was een onhandiger type, zijn deel van het kastje was ook bijna altijd leeg.

## Rolverdeling
| Personage | Acteur/actrice |
| --------- | -------------- |
| Jacobus   | Jappe Claes    |
| Corneel   | Jos Kennis     |
| verteller | Nolle Versyp   |

### Gastrollen
- Marleen Merckx
- Yvonne Verbeeck
- Paul Ricour

## Seizoenen
| Seizoen | Afleveringen | Uitzendingen                        |
| ------- | ------------ | ----------------------------------- |
| 1       | 11           | 8 januari 1982 - 29 mei 1982        |
| 2       | 7            | 3 september 1982 - 3 december 1982  |
| 3       | 8            | 9 september 1983 - 28 december 1983 |
| 4       | 5            | 13 april 1984 - 12 juni 1984        |

## Afleveringen

### Seizoen 1 (1982)
| Aflevering (seizoen) | Aflevering (serie) | Titel                   | Uitzenddatum     |
| -------------------- | ------------------ | ----------------------- | ---------------- |
| 1                    | 1                  | De stoel                | 8 januari 1982   |
| 2                    | 2                  | Het groeimiddel         | 22 januari 1982  |
| 3                    | 3                  | Het verjaardagsgeschenk | 5 februari 1982  |
| 4                    | 4                  | Te laat                 | 19 februari 1982 |
| 5                    | 5                  | De robot                | 5 maart 1982     |
| 6                    | 6                  | Tuinieren               | 19 maart 1982    |
| 7                    | 7                  | Het toverboek           | 2 april 1982     |
| 8                    | 8                  | De schilders            | 16 april 1982    |
| 9                    | 9                  | Babysitters             | 30 april 1982    |
| 10                   | 10                 | Oud papier              | 14 mei 1982      |
| 11                   | 11                 | De kleuterklas          | 29 mei 1982      |

### Seizoen 2 (1982)
| Aflevering (seizoen) | Aflevering (serie) | Titel                                 | Uitzenddatum      |
| -------------------- | ------------------ | ------------------------------------- | ----------------- |
| 1                    | 12                 | Jacobus en Corneel gaan filmen        | 3 september 1982  |
| 2                    | 13                 | De papegaai                           | 17 september 1982 |
| 3                    | 14                 | Het schilderij                        | 1 oktober 1982    |
| 4                    | 15                 | Pannekoeken                           | 15 oktober 1982   |
| 5                    | 16                 | Het zakhorloge                        | 29 oktober 1982   |
| 6                    | 17                 | Corneel is verkouden                  | 12 november 1982  |
| 7                    | 18                 | Jacobus en Corneel helpen Sinterklaas | 3 december 1982   |

### Seizoen 3 (1983)
| Aflevering (seizoen) | Aflevering (serie) | Titel                   | Uitzenddatum      |
| -------------------- | ------------------ | ----------------------- | ----------------- |
| 1                    | 19                 | Veilig verkeer          | 9 september 1983  |
| 2                    | 20                 | Corneel droomt          | 23 september 1983 |
| 3                    | 21                 | De poppenkast           | 4 oktober 1983    |
| 4                    | 22                 | Jacobus gaat goochelen  | 21 oktober 1983   |
| 5                    | 23                 | Zondagvissers           | 8 november 1983   |
| 6                    | 24                 | Het nestkastje          | 18 november 1983  |
| 7                    | 25                 | Corneel gaat schilderen | 13 december 1983  |
| 8                    | 26                 | De frietjes van Corneel | 28 december 1983  |

### Seizoen 4 (1984)
| Aflevering (seizoen) | Aflevering (serie) | Titel                            | Uitzenddatum  |
| -------------------- | ------------------ | -------------------------------- | ------------- |
| 1                    | 27                 | Koks voor één dag                | 13 april 1984 |
| 2                    | 28                 | Jacobus en Corneel gaan kamperen | 25 april 1984 |
| 3                    | 29                 | Corneel is moe                   | 11 mei 1984   |
| 4                    | 30                 | Straatvegers                     | 29 mei 1984   |
| 5                    | 31                 | Ruitenwassers                    | 12 juni 1984  |

## Trivia
- Elke aflevering vertrokken Jacobus en Corneel vanuit hun huis om klusjes te gaan doen elders. Dat huis stond in het echt in Lennik, in de Busingenstraat. Daar staat nog steeds een huis op dezelfde plek, maar niet meer hetzelfde als toen. Ook een deel van de intro werd opgenomen in Lennik. Op een moment is te zien in de intro dat ze op een t-splitsing twijfelen om naar rechts of links te gaan. De t-splitsing van de Lindendreef in Lennik, de Jan Baptist Van der Lindenstraat op te rijden. Veel van die plek is veranderd, maar de boerderij die deels te zien is, staat er nog steeds.[1]